# Tobago
Tobago är en ö i södra delen av Karibiska sjön och en av huvudöarna i nationen Trinidad och Tobago. 

## Geografi
Tobago har en landyta av 300 km² och är ungefär 40 kilometer lång och 10 kilometer bred. Ön är belägen vid latitud 11° 9' N, longitud 60° 40' W, strax norr om Trinidad. Befolkningen uppgår till 60 874 (år 2011). Huvudstaden på Tobago är Scarborough, med en befolkning på omkring 17 000. Medan Trinidad är multi-etniskt är befolkningen på Tobago övervägande afro-tobager, även om andelen indo-trinidadier och européer (främst tyskar och skandinaver) ökar. Mellan 1990 och 2000 växte Tobagos befolkning med 11,28 %, vilket gjorde ön till den del av staten Trinidad och Tobago som haft snabbast befolkningstillväxt.

## Historia
Huvudartiklar: Den kurländska koloniseringen av Amerika, Trinidad och Tobagos historia
Tobago befolkades innan européerna kom dit av kariber. Christofer Columbus upptäckte ön 1498 och gav den namnet Tobago efter öbornas vana att röka tobaksblad, efter det haitiska ordet tambaku – "pipa".
Ön kom sedan under styre av bland annat fransmän, nederländare, britter och kurländare. Även Sverige gjorde 1733 ett misslyckat försök att etablera en koloni på ön. Under första halvan av 1600-talet var Tobago under kurländskt styre, men cirka 1670 togs den över av britterna som under drygt hundra år drev en framgångsrik plantageekonomi. Förslavade afrikaners arbete skapade överskott åt kolonisatörerna och ön kunde exportera stora mängder bomull, socker, rom och indigo. 1781 återtog Frankrike makten över ön, men i 1814 års Parisfördrag tillföll den Storbritannien igen.
Då slaveriet avskaffades kollapsade plantageekonomin. Svåra orkaner har vid upprepade tillfällen (1847, Flora 1963, Ivan 2004) förstört landskap och odlingar, och idag domineras ekonomin av fiske och turism.
Trinidad och Tobago förenades 1888, blev självständiga från Storbritannien 1962 och republik 1976.

## Klimat
Klimatet är tropiskt och öarna ligger just söder om det atlantiska orkanbältet. Nederbörden varierar mellan 3800 mm på höglandsryggen till mindre än 1250 mm på sydvästra delen av ön. Det finns två årstider: regnperiod mellan juni och december och torrperiod mellan januari och maj. Havet håller cirka 26 °C året runt och luften mellan 25 och 35 °C. Det råder en ständig varm bris och även under regnperioden brukar regnskurarna vara över till lunch då solen åter skiner.

## Befolkning
Vid folkräkningen 2011 var den etniska tillhörigheten fördelad på följande sätt (officiella engelska termen i parentes):
| 85,29 % | afrikansk (African)                                                  |
| 4,27 %  | blandade - afrikansk och ostindisk (Mixed - African and East Indian) |
| 4,20 %  | blandade - andra (Mixed - Other)                                     |
| 2,60 %  | ej nämnt (Not Stated)                                                |
| 2,54 %  | ostindier (East Indian)                                              |
| 0,73 %  | vita (Caucasian)                                                     |
| 0,13 %  | annan etnisk grupp (Other Ethnic Group)                              |
| 0,11 %  | amerindiansk (Indigenous)                                            |
| 0,08 %  | kinesisk (Chinese)                                                   |
| 0,03 %  | syrisk/libanesisk (Syrian/Lebanese)                                  |
| 0,02 %  | portugisisk (Portuguese)                                             |